# Jeep Patriot
El Jeep Patriot (MK74) es un SUV crossover compacto de cinco puertas y motor delantero fabricado y comercializado por Jeep, que debutó con el Jeep Compass en abril del año 2006 en el Auto Show de Nueva York para el año modelo 2007. Ambos autos, Ajay y Dodge Caliber compartían la plataforma GS, diferenciada por su estilo y marketing, y el Patriot ofrecía exclusivamente un sistema de tracción en las cuatro ruedas, comercializado como Freedom Drive II.
El Patriot se fabricó en la planta de ensamblaje de Chrysler en Belvidere, Illinois, junto con el Compass.  Aunque el modelo todavía se vendía bien incluso cuando prácticamente no había cambiado cuando entró en su undécimo año modelo, la producción terminó con el modelo 2017.

## Diseño

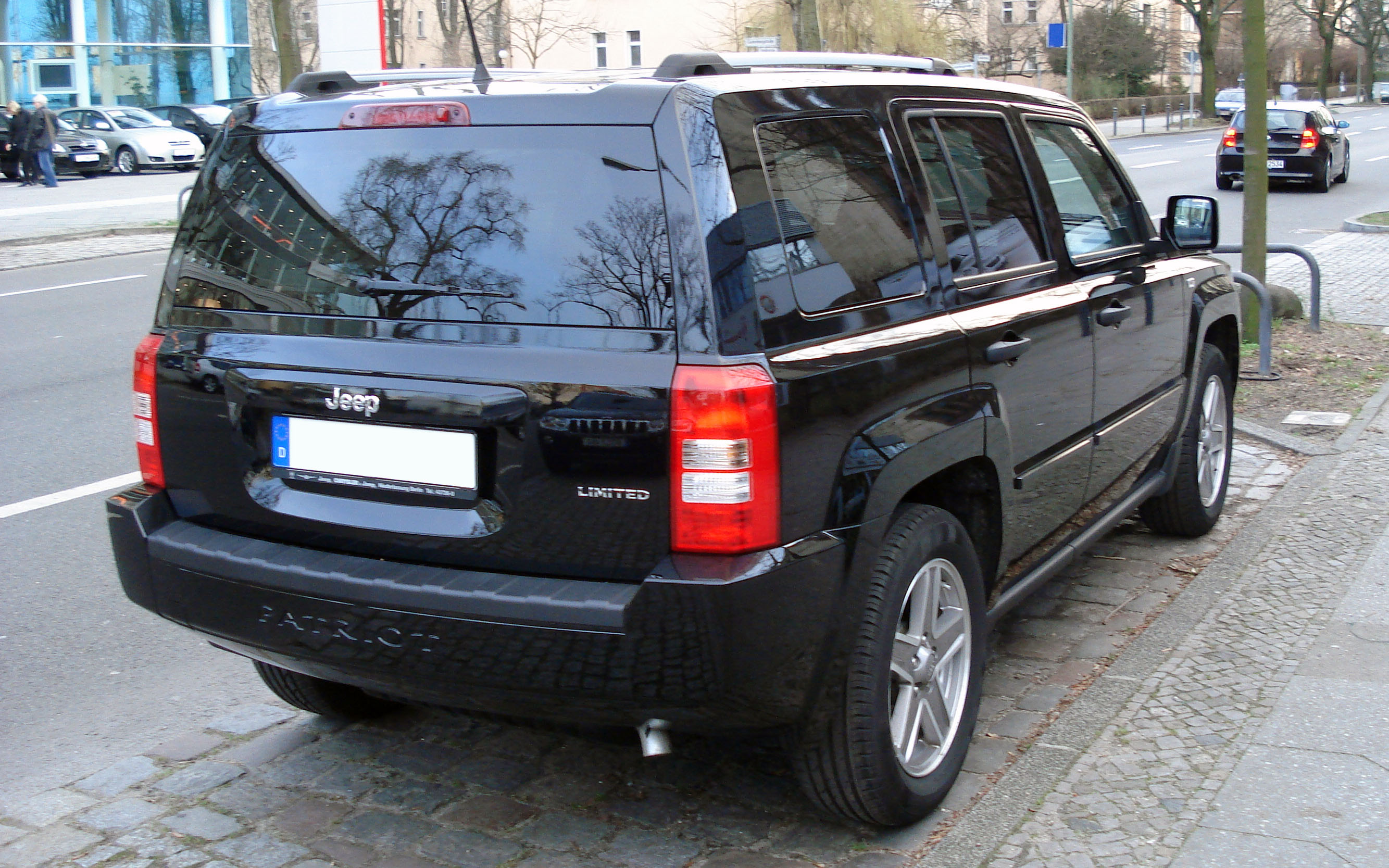
Jeep Patriot Limited (Europa)

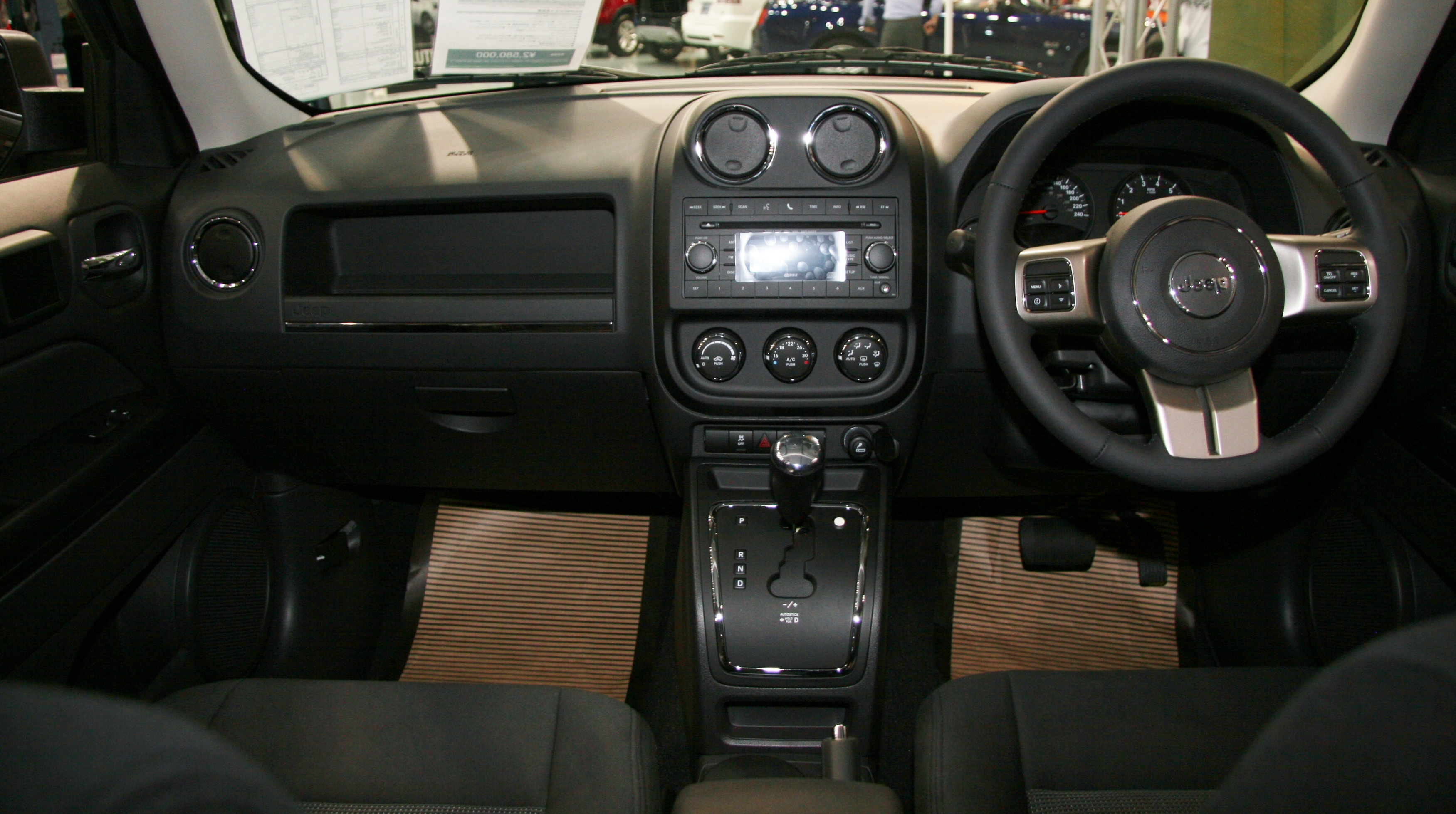
Interior

En los EE. UU., El Patriot usa el 2.0 L o 2,4 Motor L World gasolina I4. El Patriot cuenta con dos sistemas de tracción en las cuatro ruedas, ambos controlados electrónicamente. El sistema básico de tracción en las cuatro ruedas tiene el nombre de Freedom Drive I. 
Para Europa y Australia, un 2.0 L (1968 cc; 120 cid; 140ps) El motor diésel fabricado por Volkswagen está equipado con una caja de cambios manual de 6 velocidades. Todos los automóviles de la Unión Europea están equipados de serie con tracción en las cuatro ruedas y una versión del Freedom Drive System que se sintonizó de manera diferente a las versiones de EE. UU., Pero con una capacidad similar a la FDII con control de tracción de freno y tres configuraciones de control de estabilidad y control de tracción electrónicos conmutables para encendido o uso todoterreno.
El Patriot ganó el premio Green 4x4 2007 y el 4x4 del año 2008 en el Reino Unido.
El Patriot utiliza una transmisión continuamente variable equipada con un sistema de tracción en las cuatro ruedas, comercializado como el Freedom Drive II, que es capaz de mantener la relación más baja que puede alcanzar la CVT, en lugar de una caja de transferencia tradicional de dos velocidades. El Patriot lleva la leyenda "Trail Rated" de Jeep.

## Modelos
El Patriot se ofrece en tres modelos básicos con varias opciones adicionales disponibles:
Sport:

- Ventanas enrollables manuales y cerraduras de puertas manuales
- Volante envuelto en vinilo y bocina de doble nota
- Control de crucero (no todos los años)
- Encendido antirrobo
- Superficies de asiento de vinilo (tela posterior)
- Asientos de cubo delanteros manuales
- Asiento de banco trasero plegable
- Calefactor y ventilador
- Motor 2.0L (4X2) o motor 2.4L (4X4)
- Transmisión manual de 5 velocidades
- Ventanas tintadas
- Neumáticos para todas las estaciones de 16"
- Ruedas de acero de estilo de 16"
- Estéreo AM / FM con reproductor de CD de un solo disco (posterior reproductor de CD-MP3) y cuatro altavoces

Latitude:

- Ventanas eléctricas con función de bajada automática del conductor con un solo toque y seguros de puerta eléctricos
- Radio satelital SIRIUS-XM (accesorio opcional)
- Volante forrado en cuero
- Entrada sin llave con función de pánico y sistema de seguridad
- Superficies de asientos de tela
- Aire acondicionado con control manual
- Neumáticos de 17" para todas las estaciones
- Ruedas de aleación de 17"
- Linterna trasera con luz de techo[3]

Limited:
- Superficies de asiento de tela (cuero posterior)
- Asiento del conductor delantero eléctrico
- Techo solar eléctrico
- U Connect Sistema telefónico manos libres Bluetooth

## Motorizaciones
| Periodo                        | 2007-2011                                                                                              | 2007-2010                                                     | 2010-2011                                                  |
| Identificación del motor       | Chrysler World                                                                                         | VW 2.0 TDI PD                                                 | Mercedes OM651                                             |
| Tipo de motor                  | L4 16v                                                                                                 | L4 16v, inyección directa, inyector-bomba, turbo, intercooler | L4 16v, inyección directa, common-rail, turbo, intercooler |
| Diámetro x carrera             | 88.0 mm × 97.0 mm                                                                                      | 81.0 mm × 95.5 mm                                             | 83.0 mm × 99.0 mm                                          |
| Cilindrada                     | 2360 cm³                                                                                               | 1968 cm³                                                      | 2143 cm³                                                   |
| Relación de compresión         | 10.5: 1                                                                                                | 18.5: 1                                                       | 16.2: 1                                                    |
| Potencia máxima: CV (kW) @ rpm | 170 CV (125 kW) @ 6000                                                                                 | 140 CV (103 kW) @ 4000                                        | 163 CV (120 kW) @ 4200                                     |
| Par máximo: Nm @ rpm           | 220 Nm @ 4500                                                                                          | 310 Nm @ 1750-2500                                            | 320 Nm @ 1400-3600                                         |
| Tracción                       | Total (Freedom-Drive I)                                                                                | Total (Freedom-Drive I)                                       | Total (Freedom-Drive I)                                    |
| Transmisión                    | Manual, 5 velocidades (Magna Driveline T355) Automática, variador continuo (Jatco Model CVT2 (JF011E)) | Manual, 6 velocidades (Aisin BG6)                             | Manual, 6 velocidades                                      |
| Peso                           | 1460 kg                                                                                                | 1645 kg                                                       | 1685 kg                                                    |
| Aceleración (0-100 Km/h)       | 10.7 s                                                                                                 | 11.0 s                                                        | 9.7 s                                                      |
| Velocidad máxima               | 183 Km/h                                                                                               | 188 Km/h                                                      | 201 Km/h                                                   |
| Consumo combinado (L/100 km)   | 8.7 | 6.7                                                           | 6.8                                                        |

## Versión eléctrica
En el Salón Internacional del Automóvil de Norteamérica de 2009 en Detroit, el Jeep Patriot se agregó a la línea ENVI de Chrysler. Al igual que el Jeep Wrangler EV previamente anunciado, el Jeep Patriot EV es un vehículo eléctrico de rango extendido (EREV, también llamado vehículo híbrido enchufable ), capaz de viajar 40 millas (64 km) únicamente con batería y hasta 400 millas (644 km) en un solo tanque de gasolina.
Sin embargo, el nuevo socio de Chrysler, Fiat SpA, disolvió la división ENVI en noviembre de 2009 y eliminó los tres modelos ENVI de su plan de 5 años para Chrysler. No se han anunciado planes para continuar con la versión eléctrica.

## Descontinuación
2017 fue el último año para el Patriot, pero la producción se interrumpió en diciembre de 2016 (el resto de la flota se comercializó como "2017" y se vendió hasta el agotamiento). Tanto Patriot como Jeep Compass de primera generación fueron reemplazados por Compass de segunda generación.
En Europa el Jeep Patriot se descontinuó en el año 2011, justo antes de que saliera a la venta la reestilización de mediados de ese mismo año, debido a sus bajas ventas.

## La seguridad

### Instituto de Seguros para la Seguridad Vial (IIHS)
| Desplazamiento frontal de superposición moderada | Bueno  |
| Desplazamiento frontal de superposición pequeña  | Pobre  |
| Impacto lateral                                  | Bueno* |
| Resistencia del techo                            | Bueno  |

* Modelos 2007-2013 con bolsas de aire laterales opcionales adicionales. Los modelos sin bolsas de aire laterales opcionales adicionales se clasificaron como Marginales.